# Eunice Brookman-Amissah
Eunice Brookman-Amssiah là cựu Bộ trưởng Bộ Y tế Ghana  và cũng từng là Đại sứ tại Vương quốc Hà Lan  dưới thời chính phủ Rawlings. Bà là nữ Phó chủ tịch đầu tiên của Hiệp hội Y khoa Ghana.